# کلمنتون، نیوجرسی
کلمنتون (به انگلیسی: Clementon) شهری در ایالت نیوجرسی کشور ایالات متحده آمریکا است که جمعیت آن در سرشماری سال ۲۰۱۰ میلادی، ۵٬۰۰۰ نفر بوده‌است.